# Singer Building
Singer Building i New York var världens högsta skyskrapa mellan 1908 och 1909. Den var 186,6 meter hög och hade 47 våningar. Byggnaden var ritad av Ernest Flagg, och uppfördes mellan 1906 och 1908, som Singer Manufacturing Companys huvudkontor. Den överträffades senare av Metropolitan Life Insurance Company Tower, som byggdes 1909 och var 213,4 meter hög. 
Singer Building revs 1968 och är den högsta byggnad som avsiktligt rivits. Den var fram till den 11 september 2001, då bland annat World Trade Centers två tvillingtorn kollapsade, den högsta byggnaden någonsin att förstöras. Idag står One Liberty Plaza (färdig 1973) där Singer Building en gång stod.

## Galleri

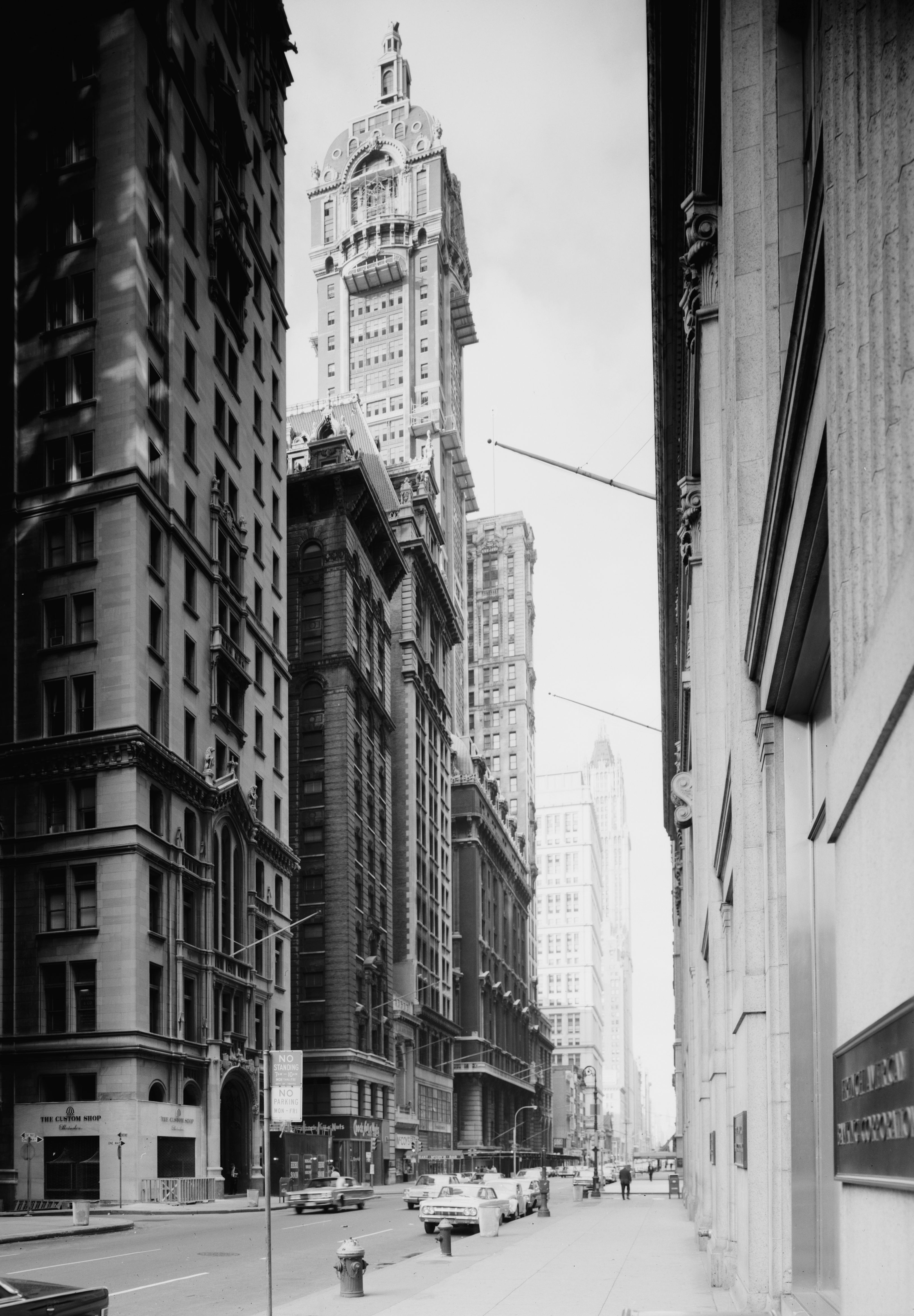
September 1967.
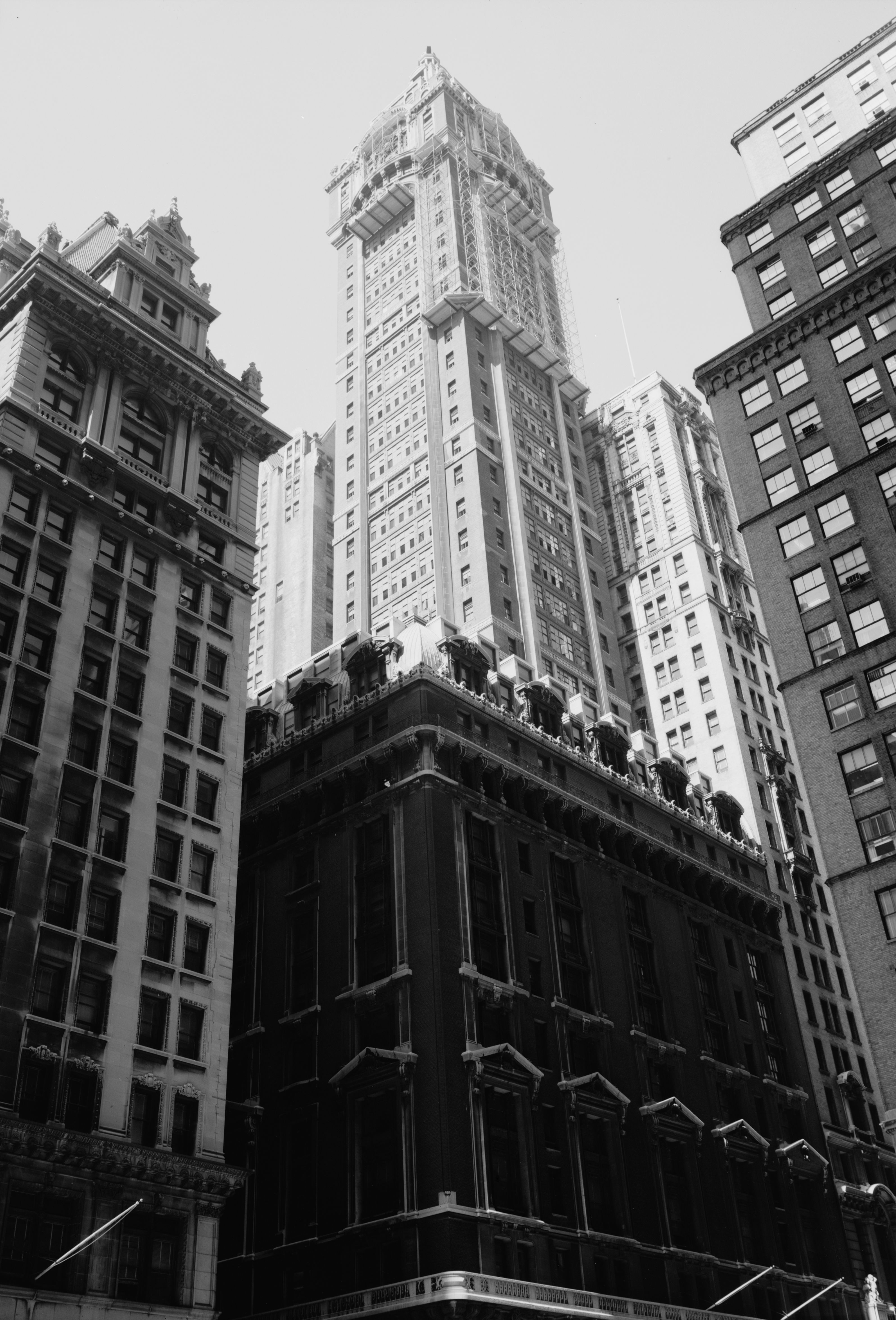
September 1967.
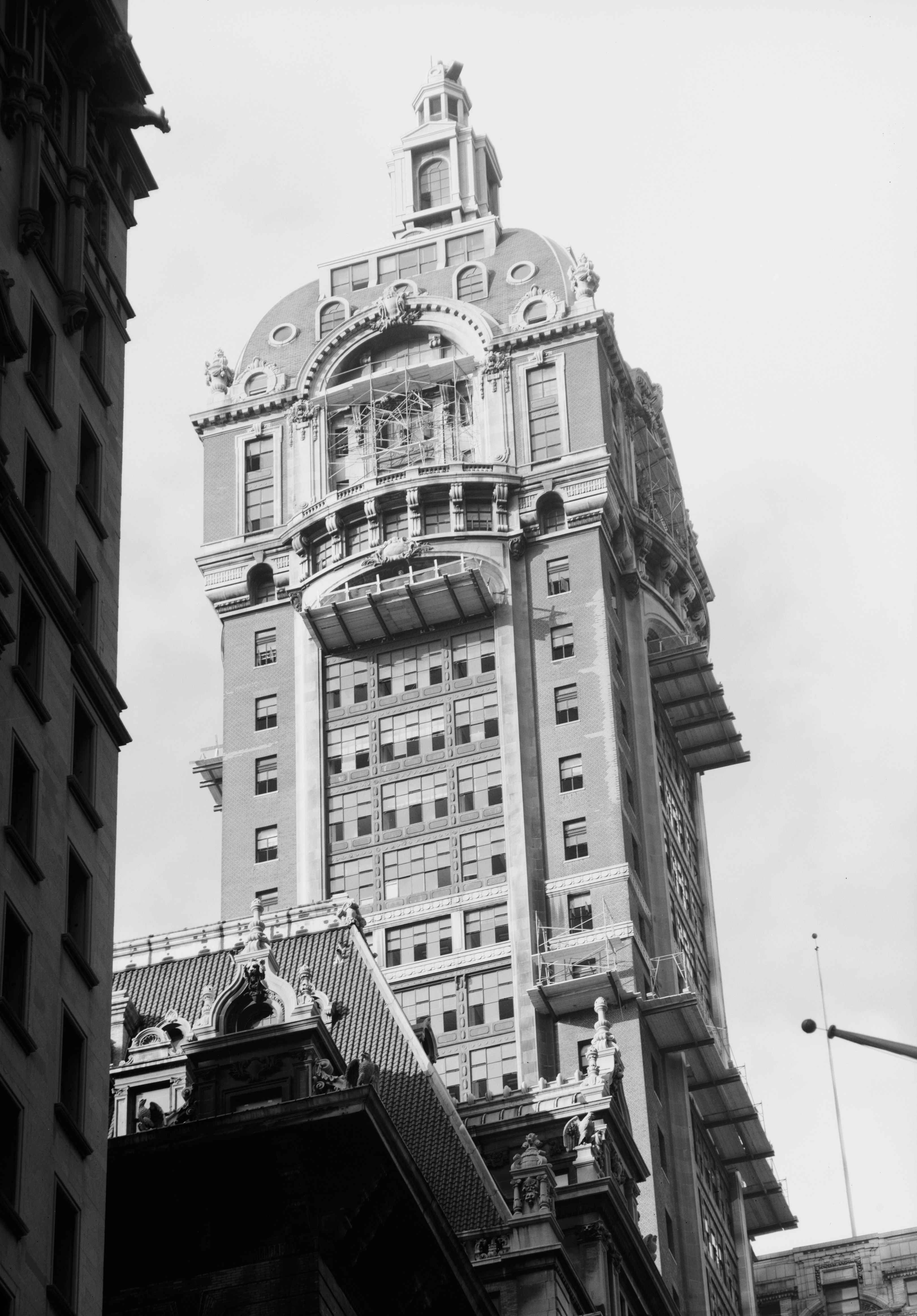
September 1967.
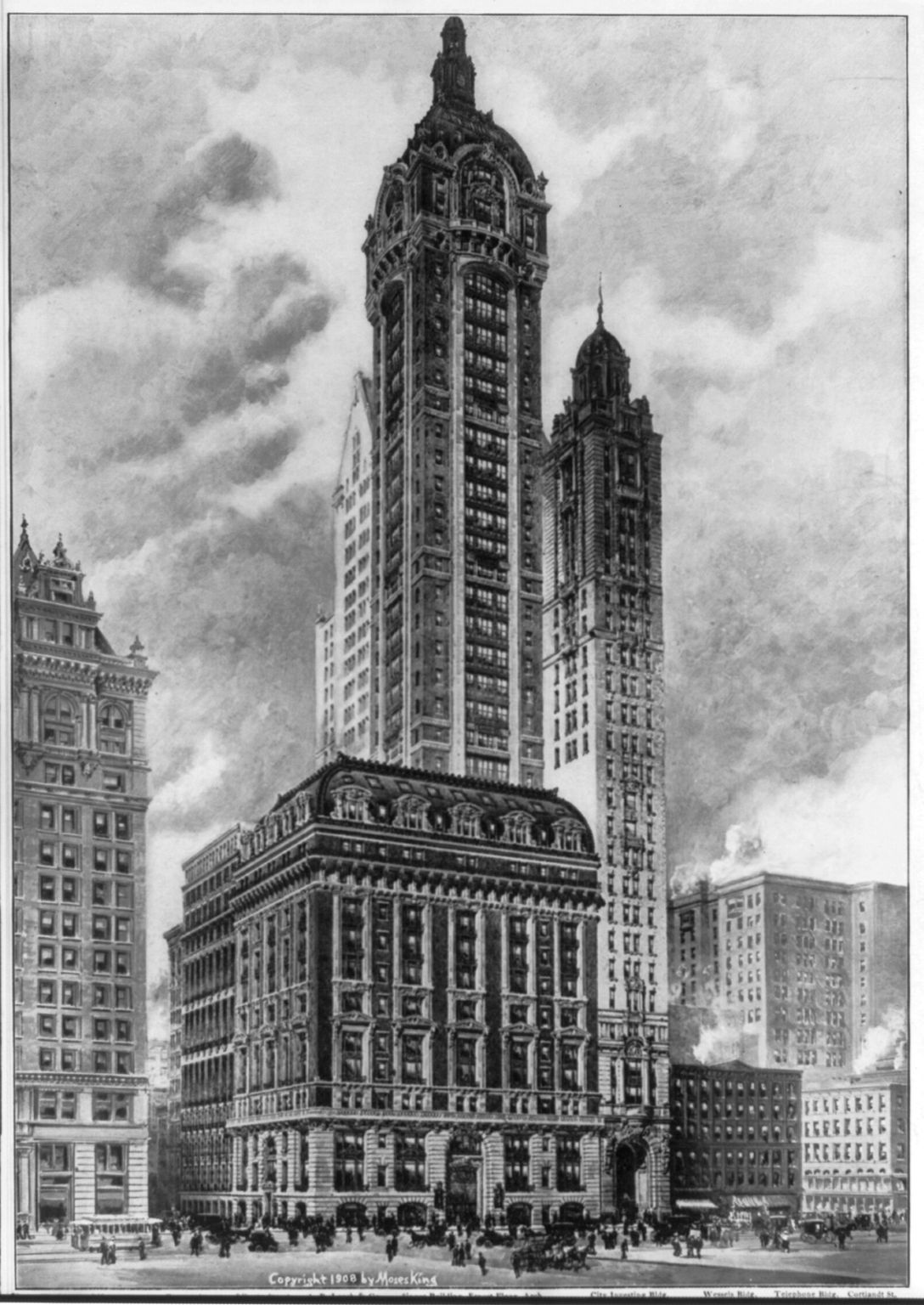
Ritning av Singer Building.
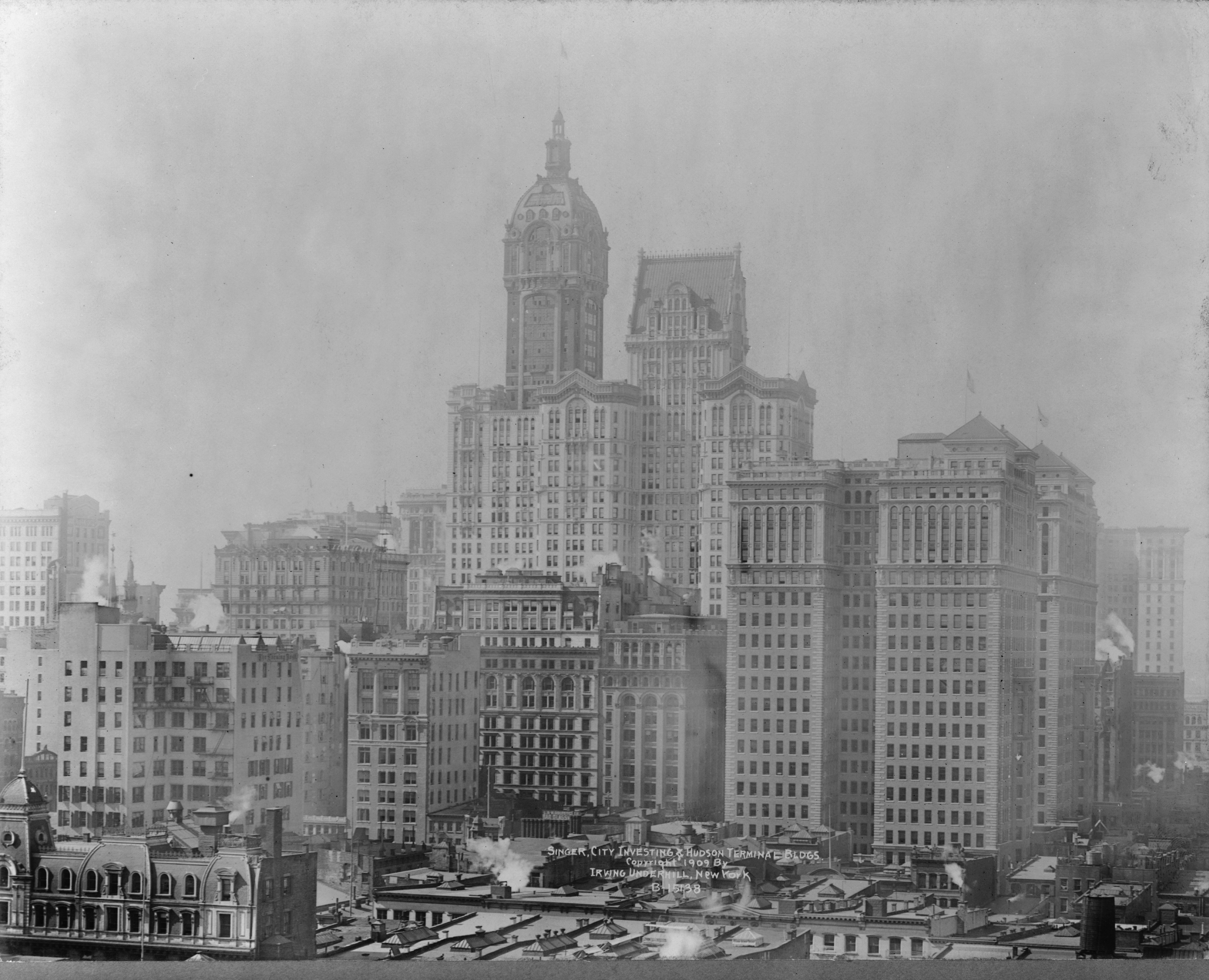
Singer Building med Hudson River-terminalen.
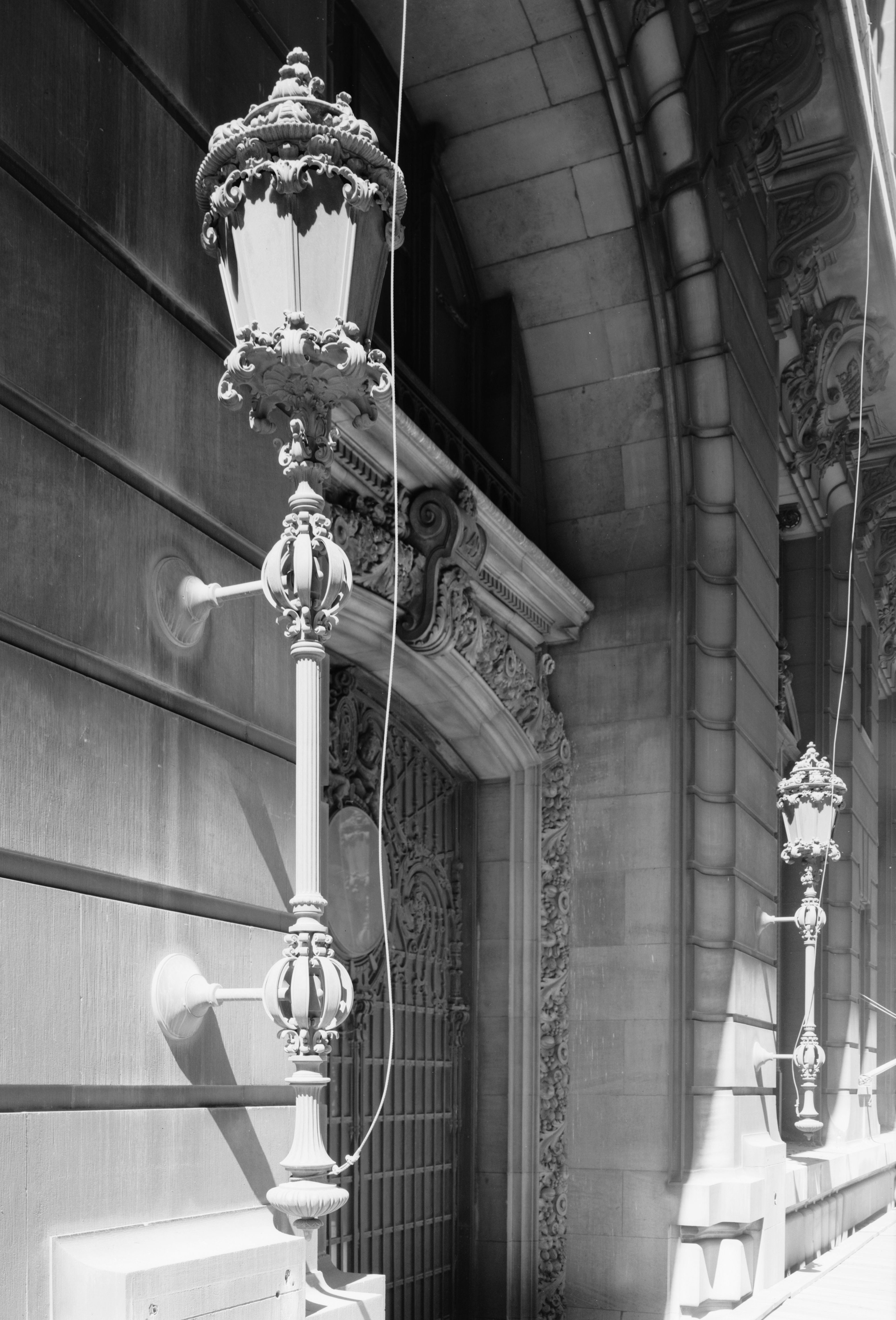
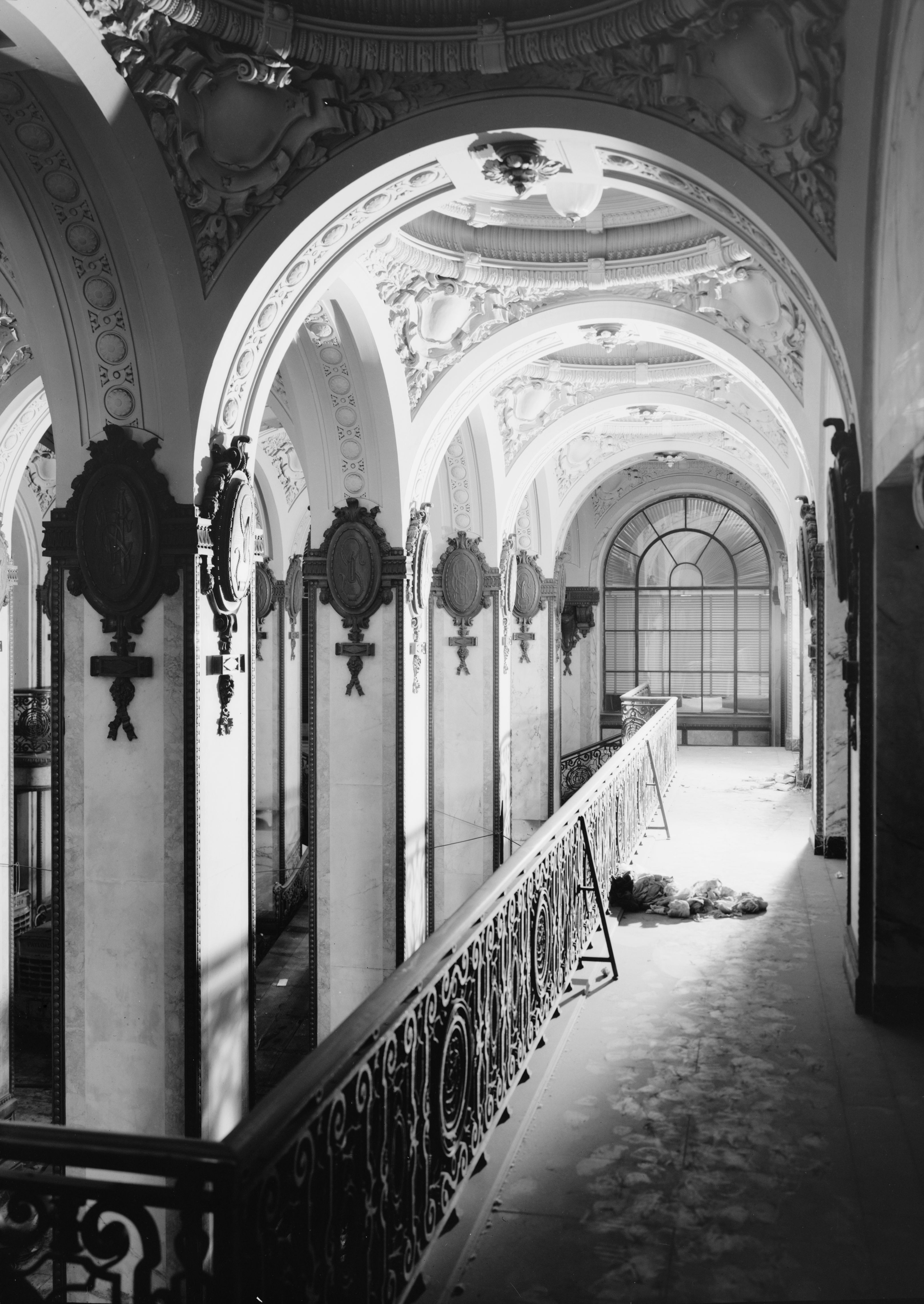
Interiör
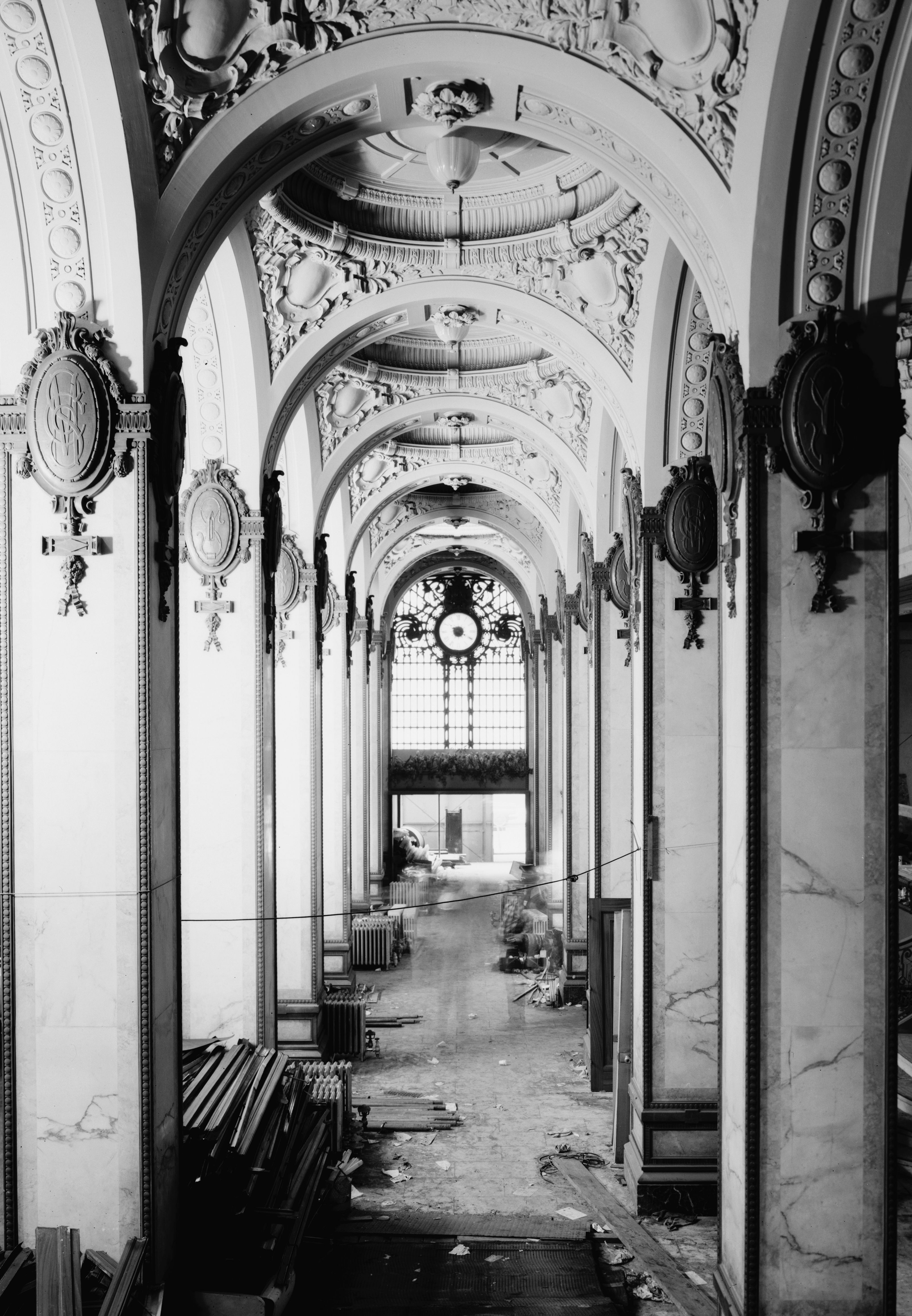
Interiör
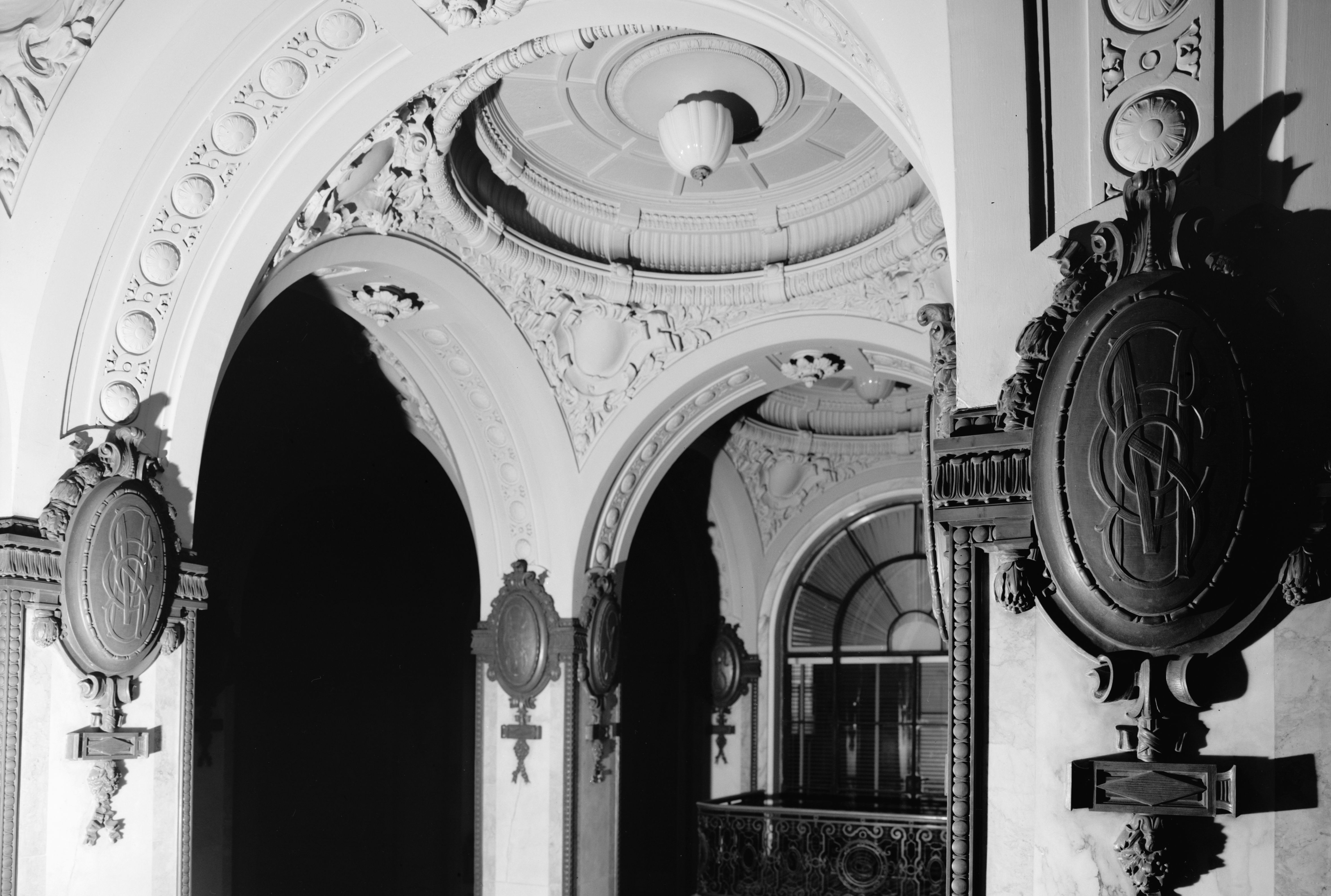
Interiör